# ダラーラ・GP2/05
ダラーラ・GP2/05（Dallara GP2/05）は、イタリアのレーシングカーコンストラクター、ダラーラが製作したフォーミュラカーである。2005年から2007年までGP2シリーズで使用された。

## 歴史
2004年7月16日、ポール・リカール・サーキットでフランク・モンタニーがシェイクダウンを担当した。同年11月にカタロニア・サーキットで別のテストが行われ、旧F3000車両のローラ・B02/50も参加し、2種類のマシンのタイムはほぼ同じだったが、最初の数周で発生した事故により、モンタニーはGP2/05の使用を制限を余儀なくされた。最初の合同テストは2005年2月23日から25日にかけて、再びポール・リカール・サーキットで行われた。

### シャシー
シャシーは、FIAの安全基準を満たす585 kgのカーボンファイバーモノコック構造で、グラウンド・エフェクト（地面効果）を採用している。2006年仕様は複葉式リアウイングを装備していたが、2005年に使用された三葉式リアウイングはモナコ（モンテカルロ市街地コース）レースでのみ使用された。フロント上部・下部ウィッシュボーンと、フロント・リアサスペンションアップライトが強化された。GP2/05は2007年に向けてアップデートされたが、2006年にテストされたプッシュ・トゥ・パス・ボタンの搭載は行われなかった。

### エンジン
2005年シーズンのエンジンは580馬力のルノー製V8エンジン（実際の供給はメカクロームが担当）で、GP2マシンのパワーは当時のF1マシンとそれほど変わらない。シーズン前のテストでは、このエンジンは1周でルノーF1のエンジンと数秒差まで迫ることができることが示された。また、フライ・バイ・ワイヤ・スロットル機構も備えており、コスト削減と資金力のあるチームの優位性確保のため、4,000km以上のレース走行後にのみリビルドが可能となっている。2006年モデルの4 L V8エンジンは、内部、地図、ソフトウェアのアップグレードが施され、性能と燃費の向上が図られた。

### ギアボックス
GP2で使用するギアボックスは6速セミオートマチックで、ギアチェンジは、従来のシフトレバーではなく、F1スタイルのパドルシフトへ変更された。エンジンと同様にギアボックスもF1仕様とそれほど変わらず、2006年仕様のギアボックスはギアテック社製で、8ポジションバレル、ラチェットボディ、ソフトウェアのアップグレードに加え、ギア選択を容易にする新しい横置きシャフト固定システムを採用していた。

### タイヤ
ブリヂストンは公式タイヤパートナー兼サプライヤーとして優先的に採用されることになった。2005年シーズンは唯一、GP2がスリックタイヤではなくF1マシンのようなグルーブドタイヤを使用したシーズンでもあった。

### その他
エキゾーストには最新の8-in-1テクノロジーが採用され、ブレーキディスクは摩耗を抑える高品質カーボン製で、FIAの厳しい安全規則にも適合していた。電子機器は、F1で人気のメーカー、マニエッティ・マレリが設計・供給し、2006年のブレンボは、GP2専用の新開発モノブロックブレーキキャリパーとディスクベルを供給した。また、このマシンには内部冷却システムのアップグレード、新型ウォーターラジエーター、ラジエーターダクト、オイル・ウォーター熱交換器、改良型オイルデガッサー、新型オイル・ウォーターパイプ、新型熱交換器固定ブラケットが採用されていた。
この車には補助装置がほとんどなく、トラクションコントロール、ローンチコントロール、自動ギアシフトなどは搭載されていなかった。

### パフォーマンス
調査とシーズン前の安定性テストによると、2005年仕様は0〜200 km/hを6.70秒で加速し、最高速度は320 km/hで、F1マシンを除けば、ヨーロッパのレースシリーズで最速のフォーミュラカーとなった。信頼性が高く、1周あたりのタイムは一般的なF1マシンと約5秒以内と予測されていた。

## 論争
2005年のイモラでの開幕戦では、メカニカルトラブルが多発し、主催者はスタート時のトラブルを恐れたため、天候がドライであったにもかかわらず、両方のレースでローリングスタートが採用された。カタルーニャでは、ドライバーたちはようやくスタンディングスタートを経験できた。2006年のイモラでは、デュランゴがダラーラの技術装備を使用せずに独自の部品を製作するという規則違反で苦境に立たされたが、問題は車のスカート部分だけだった。ルーカス・ディ・グラッシとセルジオ・エルナンデスの2人のデュランゴのエントリーは、2人ともリアウィングに違法な修理が施されていたことが発覚し、 2006年のシルバーストン・スプリントレースへの参戦を禁止された。そのうちの1つがフィーチャーレースでディ・グラッシのウィングが故障した原因となった。